# 박대성 (활동가)
박대성(1978년 8월 ~ )은 미네르바라는 별명으로 포털 사이트 다음의 아고라 경제방에서 활동하던 대한민국의 유명 인터넷 논객이다. 2008년 하반기 리먼 브러더스의 부실과 환율 폭등 등, 대한민국 경제의 변동 추이를 정확히 예견하여 주목을 받았다. 11월에 절필을 선언하기도 했으나, 이후에도 글쓰기를 계속하다가 2009년 1월 초 허위사실을 유포한 혐의로 검찰에 체포 및 구속되었다. 미네르바의 변호인단(박찬종 변호사 등)은 1월 13일 구속적부심 심사를 청구했으나 기각되었다. 구속상태에서 수사를 받다가 2009년 4월 20일 1심 판결에서 무혐의로 무죄를 선고받고 풀려났다. 판결 이후 그는 온라인에 글을 올리는 것을 그만두겠다고 밝힌 적이 있다. 2009년 7월 2일부터 《일간스포츠》에 그의 칼럼이 주 2회 연재됐다.

## 일지
- 2008년 7월: 박대성, 미네르바라는 별명으로 아고라 경제토론방 글 게시 시작.
  - 7월 14일: 박대성, 하반기 물가가 오르니 생필품 6개월치를 미리 사두라며 미국의 서브프라임 모기지 사태가 대한민국에도 영향을 줄 것이라는 글 게시.
  - 8월 25일: 박대성, 산업은행이 리먼 브라더스를 인수하면 부실자산 500억 원을 떠안아야 한다며 인수 반대. (9월 15일 리먼 브라더스는 파산을 신청했다.)
  - 8월 29일: 박대성, 환율이 9월 중순 최대 1,125원, 9월 하반기에는 1,180~1,200원이 될 것이라며 환율 변동을 예견. (9월 16일 환율은 1,161원을 기록했다.)
  - 9월 18일: 박대성, 적정주가가 1,210~1,235이라며 주식을 매도하고 펀드를 환매하라는 글 게시. (당시 코스피지수는 1,392)
  - 10월 6일: 박대성, 한미 통화스와프를 체결해 300억 달러 이상을 가져오지 않으면 환율이 1400원까지 갈 것이라는 글 게시. (10월 23일 환율은 1,400원을 돌파했다.)
  - 11월 3일: 김경한 법무장관, 박대성을 수사할 수 있다고 밝힘.
  - 11월 11일: 언론들, 정보당국관계자 인용 “미네르바는 50대 초반의 해외 거주 경험 있는 전직 증권맨” 보도.
  - 11월 13일: 박대성, 절필 선언.
  - 11월 16일: 민주언론시민연합, 박대성에게 제10회 민주시민언론상 본상 수여.
  - 11월 17일: KBS 시사360, 〈미네르바 신드롬, 왜?〉편 방영.
  - 11월 18일: 김태동 교수, 시사360 인터뷰와 관련하여 박대성에 대한 사과 글 게시.[3]
  - 2008년 12월: 신동아, 12월호에 (자신이 미네르바라고 주장하는 K씨가 작성한) 미네르바 기고문 게재.
  - 12월 24일: 기획재정부 외환정책 당국자는 달러 수급 조절을 위해 수출입 기업, 공기업, 금융기관에 협조를 요청했다고 ‘비보도’(오프 더 레코드)를 전제로 기자들에게 밝혔다.[4]
  - 12월 29일

박대성, 정부가 주요 7대 금융기관과 수출입 관련 주요 기업에 달러 매수를 금지할 것이라는 긴급 공문을 전송했다는 글 게시.
기획재정부, 위 내용에 대해 사실무근이라는 보도자료를 배포.
검찰, 위 내용에 대해 허위사실 유포 혐의로 신원확인 수사 착수.
- 2009년 1월 5일: 박대성, 〈마지막에 기댈 것은 결국 희망입니다〉 글 게시.
  - 1월 7일: 검찰, 박대성 긴급체포.
  - 1월 10일: 검찰, 박대성 구속.
  - 1월 13일: 박대성 변호인단, 구속적부심 청구.
  - 1월 15일: 박대성의 구속적부심이 기각됨.
  - 1월 18일: 신동아, 미네르바 7인 그룹설 주장.[7]
  - 2월 17일: 신동아, 미네르바 관련 의혹 제기 공식 사과
  - 3월 19일: 박대성 변호인단, 신동아 보도관련 언론중재신청[8]
  - 4월 13일: 검찰 (최재경 검사), 징역 1년 6개월 구형
  - 4월 20일: 서울중앙지법, 무혐의로 무죄 선고

## 글쓰기 활동
박대성은 2008년 7월부터 아고라 경제토론방에 글쓰기를 시작했다. 9월 중순에는 리먼 브라더스 부실 사태를 예측한 글을 올린 사실이 알려지며, 세간의 비상한 관심을 받기 시작했다. 그가 올린 글들은 높은 조회수를 기록하며 이른바 ‘미네르바 신드롬’을 일으켰다. 2009년 1월 그가 체포되기 전까지 아고라에 100여 편의 글을 올린 것으로 알려졌다. 그가 체포된 이후 조사를 따르면, 미네르바는 팍스넷에도 ‘옆집김씨’, ‘헤르메스13’, ‘마구로11’, ‘밤비31’, ‘최중환’, ‘미란김’, ‘소주한잔13’이라는 여러 가지 필명으로 500여 편의 글을 올린 것으로 알려졌다.
박대성은 아고라에 글을 쓴 이유에 대해 "정부와 개인 사이의 관계에서 약자인 여러 이해 관계자들, IMF 외환위기 때 손해를 입었던 소상공인, 개인, 서민들에게 도움이 되기 위한 취지에서 글을 썼다. 온라인에서 실시간의 속성상 여러 가지 파생된 문제는 있지만, 개인적 이득을 취하지도 않았고 공익을 위해서였다"고 말했다. 박대성의 변론을 맡은 박찬종 변호사는 '(미네르바가) 국내외 경제상황이 자신이 예상한 대로 흘러가자 (다음 아고라) 활동에 큰 재미를 느끼고 점점 더 많은 시간과 노력을 쏟은 것 같다'고 말했다.

## 신원
애초에 박대성을 자신을 ‘고구마 파는 늙은이’라고 칭할 뿐, 본인의 신분을 밝히지 않았기 때문에 그의 직업이나 경력 등 신상정보에 대해 알려진 바가 없었다. 11월 11일 '정보 당국'은 떠도는 소문을 취합한 결과 미네르바는 나이는 50대 초반이고 증권사에 다녔으며 국외에서 생활한 경험이 있는 사람으로 파악했다고 잘못된 정보를 모신문 기자에게 사석에서 흘려 나중에 오보소동으로 발전하였다. '정보 당국'의 이 같은 조사에 대해 논란이 일어나기도 했다. 이후 박대성은
국가가 침묵을 명령했으니 글쓰기를 멈추겠다. 경제 예측을 하는 것을 불법사유라고 하다니……. ‘조국’과 ‘한민족’이라는 이름으로 포장된 애국심을 갖고 공동체 의식 속에 살아온 것이 얼마나 가증스러운 기만인지 깨닫는 계기가 됐다.

라는 글을 남겼다. 2009년 1월 박대성이 체포된 이후의 조사결과에 따르면, '정보 당국'의 발표와는 달리 전문대 출신의 30대 무직 남성으로 밝혀졌다.
박대성은 공업고등학교와 전문대학을 졸업했다. 대학에서는 전파통신 분야를 공부했고, 2002년 2월 졸업했다. 주로 무선통신과 전자회로, 이동통신 등 전공과목과 영어회화, 국어, 수학 등 교양 과목을 이수했으며, 경제 관련 과목은 2학년 2학기에 수강한 ‘지구촌 경제와 직업 세계’가 유일했다. 졸업 후, 미네르바는 지인과 동업으로 2002년 무렵부터 5년 동안 오피스 인테리어를 했다고 밝혔다. 경제 쪽 공부를 본격적으로 한 것은 2007년부터이다.
박대성은 경제학을 독학으로 공부했는데, 경제학을 공부한 이유에 대해 ‘방어적 차원’이라고 하였다. 그는 “1997년 IMF 사태 때 개인이 막대한 손해를 입었다. 심지어 내 친구 부모님께서 자살해 친구와 친구 동생이 어려움을 겪는 것을 보았다.”라며 “나는 내 가정은 내가 지킨다는 취지로 선제 방어적 차원에서 공부를 시작했다.”라고 말했다. 구체적으로 이론적 바탕은 이준구 교수의 ‘경제학원론’을 토대로 삼았으며, 실물경제에 대한 지식은 잡지와 서적, 그리고 사이트와 블로그 등을 통해 습득한 것이라고 설명했다. 이것은 미네르바의 다음 글에서도 확인할 수 있다.
(상략) 통상 대학생이나 일반인이나 접근하는 패턴은 경제원론+ 미시 경제+ 거시 경제+ 화폐 금융론+ 경제사+국제 경제학 ... 이 정도 가 뼈다귀고요..(중략) 일단 경제 신문을 하나 신청해서 처음에는 잘 이해가 안 되더라도 계속 봅니다..... (중략) 그리고 이제는 전문가 말만 무조건 듣고 맹신 하지 마시고 스스로 판단을 하셔서 자기 재산은 자기 손으로 스스로 지키시기 바래요...(하략 일반인의 경제 접근성 방식 패턴 설명 (2008-08-30)

## 리먼 인수 논쟁
2008년 8월 말 산업은행은 리먼 브러더스를 인수하려고 시도했고, 이를 둘러싼 찬반양론이 있었다. 9월 중순 리먼 브러더스가 파산하면서 논쟁은 일단락되었고, 인수를 찬성했던 측에 대한 비판이 제기되었다.
노무현 정부의 ‘금융허브론’을 계승하여 이명박 정부는 ‘금융중심지론’을 내세웠다. 리먼 브러더스 서울 지점장이었던 민유성이 산업은행장에 임명된 것도 그와 무관하지 않다. 민유성 행장은 산업은행을 민영화하고 세계적인 투자은행(IB)으로 만들 수 있는 능력을 갖춘 것으로 평가받아 2008년 6월 임명됐다. 한편, 리먼 브러더스는 경영 악화 상태에 있었다. 리먼의 위험 자산의 총 규모가 총 500억 달러(50조 원)에 이른다는 분석도 있었고, 2008년 들어 주가가 80%가 폭락한 것이다. 2008년 8월 21일 산업은행이 리먼에 장부가치보다 50% 정도 높여 인수 가격을 제시했지만, 리먼은 더 높은 가격을 요구해 협상이 결렬됐다. 이러던 와중에 칼자루를 쥐고 있던 전광우 금융위원장은 9월 8일 산업은행의 리먼 브러더스 인수를 반대했고, 이튿날 산업은행도 협상을 공식 중단하겠다고 밝혔다. 이런 소식이 미국에 전해지자 리먼 브러더스의 주가가 44.2% 폭락했다.
9월 15일 리먼 브러더스는 파산했다. 이후, 여당과 야당은 일제히 민유성 산업은행장을 질책했다. 고승덕 한나라당 의원은 리먼 브러더스 서울지점 대표를 지낸 민 행장이 나중에 리먼 브러더스 주식을 받기로 한 것을 문제로 삼았다. 9월 17일 강만수 기획재정부 장관은 미국발 금융불안이 장기적으로는 시장의 불확실성을 제거하는 긍정적인 측면도 갖고 있다고 말했다가 여야 의원들의 비판을 받았다. 장하준은 강만수의 발언에 대해 “불이 나서 동네 집들이 다 타고 있을 때 그걸 보고 있던 거지가 아들에게 ‘우리는 집이 없으니 불나도 걱정 없지 않느냐, 다 이게 애비 덕인 줄 알아라.’고 하는 식의 ‘아전인수’격 해석”이라며 강하게 비판했다. 한편, 박병원 청와대 경제수석은 인수 시도 자체는 나쁘게 볼 것이 아니라고 밝혔다. 리먼 인수를 주장했던 조선일보는 경향신문, 중앙일보 등으로부터 비판을 받았다. 이외에 리먼 브러더스는 이명박 대통령과 강만수 장관의 이름을 합성시킨 단어 리만 브러더스(Lee Man Brothers)로 패러디 되기도 했다.

### 인수에 대한 찬반
리먼 인수 시도에 대해 8월 7일 송희영 조선일보 논설실장은 “희생은 피할 수 없을 것이고, 수업료를 치르는 셈 쳐야 한다.”라는 내용의 칼럼을 썼다. 8월 27일에는 조선일보 김기훈 차장 대우가 칼럼에서 “인수 후 경영 정상화에 성공하면 전리품은 엄청나다.”라며 ‘인수해야 한다.’는 쪽에 무게를 뒀다. 또 조선일보는 9월 4일자 사설 〈산은의 리먼브러더스 인수는 철저한 손익 계산 위에서〉에서도 산업은행의 리먼 인수의 찬반론을 제시하면서 “끝까지 책임을 지겠다는 자신이 섰다면 해볼 만한 투자”라고 적극적으로 인수를 권했다.
미네르바는 아고라에 2008년 7월부터 올린 글에서 리먼 인수 반대 견해를 분명히 밝혔다. 그와는 별개로 일부 언론들도 리먼 인수를 반대하는 기사를 실었다.
(상략) 리먼 브러더스에 대한 산업 은행의 내부 방침은 사실상 구매쪽으로 기운지 오래다.. (중략) 현재 산업 은행이 국책이라는걸 생각하면 (미국의 대주주 적격 심사를) 통과하는데 문제 없다는 계산이다.. (중략) (리먼 브러더스의) 현재 부실 규모: 장부가 추정액= 500억 달러( 약 50조 원).. (중략) 산업 은행이 민영화 대상이지만 아직은 국책은행이기 때문에 산업 은행 손실 보존= 세금이라는 공식이 성립한다....이게 자금 흐름의 키 포인트다.. 환율 방어로 뿌리는 돈이 흘러 들어 가는 루트가 다 이유가 있는 것이다..이른바 합법적인 자본 이동이지. (하략)— 2008년 금융 전쟁의 서곡: 한국판 지옥의 묵시록 1 (2008-08-25)

(상략) (이명박 대통령이) 생각해 낸 시나리오는 산업 은행+ 대우증권+ 우리 은행의 M&A를 통한 메가 뱅크의 구상이였다.. (중략) 바로 그 때.......... 리먼이 지금 매물로 나왔다.. (중략) 그리하여 일본 민영화 사례+ 리먼인수====>>>메가 뱅크= 메가 뱅크 임원 낙하산 후---> 민영화 조치: 차후 지분 나누기 및 사실상 대주주.........흔히들 이걸 이상하게 생각할 수 있다.공직자가..... 민간 은행의 대주주?...아니면 밑에 있는 애들의 임원?.... 하지만 외국에서는 이게 가능한 사례들이 있다.한국의 메가 뱅크 창설시 이게 불가능한 시나리오가 아니다. (하략)— 긴급 리포트 2008년 한국경제..거대한 흐름의 변화...(2008-09-02)

(상략) 한 마디로 이게 결론에 FT 애들은 지금 장부가 50%를 더 주고 사는거라면서 (리먼의 가격을) 더 깎을 수 있다고 대 놓고 떠들어 대고 있으니..(중략) 한 마디로 미국 애들도 왜 사는지 이해 못하는걸 국제 메가 뱅크로 만들겠다고 집어 삼키면서 다 초토화 계획을 세우다니... (하략)— wsj 한국.. 리먼 왜 사는지 이해 불가..(2008-09-04)

진짜 경악스럽군..리먼 브라자 적자 부실 채권 규모가 -6천억 달러에..
그 중에 악성 채권만 -1천억 1백억 달러라니..진짜 리먼을 인수했으면 한국 경제는 말 그대로 경제 핵겨울 30년 초 장기 불황에 빠질 뻔했다.. 리먼 채무가 - 6130억 달러...예전 LTCM 사태를 보는듯 (2008-09-15)

아래 글은 리먼 인수를 반대하는 기사 중 하나이며, 미네르바의 글이 나오기 전의 것이다.
(상략) 리먼 인수는 전형적인 '고위험-고수익' 투자방식이다. 리먼은 산은보다 건전성과 자금력이 뛰어난 세계의 큰손들도 "너무 위험하다"며 발을 빼고 있는 시한폭탄이다. (중략) 산은은 민영화 대상에 포함돼 있지만, 아직까지는 정부기관이다. 현행법은 산은이 손실을 보면 국민세금으로 보전해주도록 돼 있다. IMF사태 직후엔 한 해에 4조원이나 혈세를 산은에 쏟아부은 적도 있다. 리먼 인수 협상이 국민적 관점에서 논의돼야 하는 이유다.— 박태견 뷰스앤뉴스 기자, 한국의 '월가 사냥', 그 위험한 도박 (2008-08-23)

## 시사360 보도
2008년 11월 17일 처음 방영된 한국방송의 시사360은 첫회 〈미네르바 신드롬, 왜?〉에서 박대성과 그를 추종하는 네티즌을 비판했고, 이후 네티즌들의 비판이 이어졌다.
시사360은 경제정책을 비판해온 다음 아고라 논객 ‘미네르바’에 대해 “그의 말이 모두 맞지는 않았다. 한국은행과 IMF의 달러 스와프 가능성을 언급했지만 결국 사실이 아닌 것으로 나타났다. 그럼에도 누리꾼들의 신뢰는 계속됐다.”라고 지적했다. 안순권 한국경제연구원 연구위원은 “우리나라 금융시장의 불안을 더욱 조장시켜 우리나라 경제로서는 치명적인 손실을 볼 수 있다. 저런 분석이 계속 확산할 경우에 우리로서는 거의 자해에 가까운 잘못된 분석이 아닌가?”라고 비판했다. 기획재정부 관계자는 “전망과 비판을 넘어서 명백한 허위사실을 마치 사실인 양 인터넷에 유통되거나 확대 재생산”한다고 미네르바와 그를 추종하는 누리꾼을 비판했다.

### 보도 내용 비판
시사360의 보도를 본 시청자들은 시사360 홈페이지 게시판에 하루 만에 1180여 건의 글을 올리며 정부에 비판적이어야 할 언론이 정부 대변에 힘 쏟고 있다고 제작진과 앵커를 비판했다. 그리고 누리꾼들은 방송에서 미네르바를 어두컴컴한 방에서 책상 하나 놓고 키보드를 치는 음침한 모습으로 묘사한 것을 비판했다.
문제가 된 방송에서 인터뷰했던 김태동 성균관대 교수는 11월 18일 밤 시사360 게시판에 KBS 방송 내용을 우회적으로 비판하며 미네르바에게 사과하는 글을 올렸다. 김 교수는 인터뷰에서 미네르바의 예측력에 대해 아주 단시간 내에 필요한 자료를 쏙쏙 빼낼 수 있는 실력이 있지 않고는 할 수 없다는 긍정적인 평가를 했지만, 전체적인 방송 흐름이 편파적이라 판단해 공개 사과한 것이다.
11월 18일에는 문화방송 뉴스데스크의 박혜진 앵커가 요즘 인터넷 경제논객 미네르바로 시끄럽다며 찬반논란이 있고 월간지에 기고가 실리고 비난방송까지 나왔다고 하였다. 시사360의 미네르바 보도에 편파 왜곡 비판이 이는 상황에서 ‘비난방송’이라고 규정, 정면 비판한 것이다. 이어 신경민 앵커는 이렇게 된 까닭은 그의 분석이 정부보다 더 정확하고 논리적이기 때문이라며 누군지 찾아내고 입을 다물게 하기보다는 미네르바의 한 수에 귀를 기울이는 게 맞아 보인다고 충고했다.
11월 19일 진중권 중앙대 겸임교수는 KBS 시사360의 미네르바 방송에 대해 “시사360의 문제는 아예 ‘미네르바 = 부정적’이라고 단정을 한 데 있다.”라며 “심지어 MB 말을 믿는 사람도 있는데, 왜 미네르바의 말을 믿는 사람이 있으면 안 되나?”라고 비판했다. 진 교수는 시사 360에서는 본질적인 문제를 제쳐놓은 채, 미네르바의 예측이 어디가 맞았고, 어디가 틀렸는지 채점이나 하고 있다며 “사실 경제학에서 그 정도 예측을 적중시켰으면 ‘신기’에 가까운 것이다.”라고 주장했다.

### 박대성의 반응
11월 18일 박대성은 생방송 시사360에서 〈미네르바 신드롬, 왜?〉란 제목으로 자신을 다룬 데 대해 냉소적 반응을 보였다. 미네르바는 〈이제 조만간 대대적인 애국주의 광풍이 몰아칠 것이다〉란 글을 통해 정부 공신력을 보호해 주는 차원에서 방송이 자신을 철저히 부정한 것은 이해된다고 밝혔다. 그러나 같은 글에서 “얼핏 보면 마치 무슨 조직 우두머리 마피아라도 되는 줄 알겠습니다.”라며 보도 내용을 비판했다. 그는 이어 “다만, 이해할 수 없는 건 FRB 스왑을 말한 적은 있어도 IMF 스왑을 하라고 왜곡한 건 좀 보기 껄끄럽더군요.”라며 “저는 IMF 달러 스왑이 분명히 나중에 문제가 발생할 소지가 많기 때문에 이건 조심해야 한다고 말했었죠.”라며 보도 내용 중 잘못을 지적했다.

### IMF 스와프 논란
기획경제부는 시사360에서 IMF와의 스와프를 부인했다. 이처럼 이명박 정부는 IMF 스와프 자금을 요청하거나 신청할 생각이 없다는 뜻을 수차례 확인한 바 있다. 실제로 익명의 정부 관계자는 IMF에 스와프를 신청한 적이 없으며 신청할 생각도 없다고 말했다. 하지만, 그 후 정부 발표에서 이를 스와프 총액에 넣는 사례들이 나오고 있다. 이명박 대통령은 2009년 1월 2일 국정연설에서 300억 달러의 한미 통화 스와프를 성사시켰고 한일 간 300억 달러, 한중 간 300억 달러의 통화스와프도 체결했다며 우리가 추가로 확보한 외화 유동성이 1천100억 달러를 넘어섰다고 밝혔다. IMF 스와프를 명시하지는 않았지만 ‘1천100억 달러를 넘어섰다.’라는 총액은 IMF 자금 220억 달러를 포함한 1천120억 달러를 염두에 둔 수치로 받아들여진다. 강만수 기획재정부 장관도 2008년 12월 16일 경제운용방향 발표문에서 미국·중국·일본 등과 총 1천120억 달러의 통화스와프를 체결해 향후 발생할 수 있는 유동성 부족에 선제적으로 대응할 수 있는 교두보를 마련했다고 말했다. IMF 얘긴 빠졌지만 미·일·중 3국과 각각 체결한 300억 달러의 스와프에 IMF 스와프를 더한 금액을 ‘체결’로 적시한 것이다.

## 평가
그의 글에 대해서는 엇갈린 평가가 있다. 미네르바 자신은 짜깁기에 대해 어떻게 생각하느냐는 질문에 “내가 직접 썼다. 소신대로 썼다.”라고 말한 바 있다.
검찰은 미네르바를 인터넷의 정보를 짜깁기하여 글을 쓰는 ‘인터넷 의존형 기고가’라고 평가했다.
미네르바는 수차례에 걸쳐 1997년 외환위기 당시의 상황을 구체적으로 묘사하고, 금융기관 관계자 사이에 통용되는 은어나 전문용어도 간간이 사용했다. 그래서, 그의 글이 언뜻 보기엔 ‘이론’으로 무장된 경제 전문가의 글로 보이지만, 대부분 인터넷에 떠다니는 정보를 재가공하고 짜깁기한 것이라는 것이다. 검찰이 말한 바로는, 그 같은 전문용어나 정보도 모두 인터넷에서 얻을 수 있는 것으로 확인되었고, 미네르바가 일반인들이 잘 찾지 않는 경제 관련 사이트나 블로그를 드나들며 인용할 만한 문구를 찾고서 이를 짜깁기하고 자극적인 제목을 달아 아고라에 띄우는 방식으로 글을 썼다고 한다. 검찰은 리먼브러더스의 파산을 예측한 글이 이미 한 달 전에 나온 경제지 《연합인포맥스》의 글을 인용한 것이며, 2008년 12월 29일 올린 〈정부 외환 매수 금지 긴급 공문 발송〉 글도 인터넷 루머에 착안해 작성된 것이라고 했다. 다만, 검찰도 박씨의 인터넷 검색 능력과 작문 실력만큼은 인정하고 있다.
동아일보는 체포 이전에는 긍정적 평가도 소개했으나, 미네르바 체포 이후에 미네르바의 글을 짜깁기와 표절로 평가하는 기사를 실었다.
그에 대한 평가는 극단을 오간다. 하지만 투자 전문가들조차 그의 정보력과 판단력에 대해 "반박하기 힘들다"고 말할 정도로 그의 논리는 압도적이다. 실제 그는 통계자료는 물론이고 시장의 은밀한 정보를 주장의 뒷받침으로 제시하고 있다. 특히 일본 쪽 자료 분석은 실제 외환 딜러보다 더욱 정밀하다는 게 정설이다.— 2008년 10월 30일 동아일보 기사

박 씨에게는 인터넷에서 모은 정보와 남의 글을 짜깁기하는 일이 표절이라는 의식이 없었다.— 2009년 1월 12일 동아일보 기사.

중앙일보는 다음과 같이 보도했다.
미네르바에게선 이처럼 ‘환율 프로’의 냄새가 짙게 풍긴다. … 그는 시장을 비교적 잘 보고 ‘엔캐리 크로스 거래, 투신의 다이내믹 헤지, 수출업체 리딩·래깅 전략’ 같은 전문용어를 술술 구사했다. ‘한·미 통화 스와프’도 비슷한 케이스다.— 2008년 11월 23일 중앙일보 기사

대학교수 겸 칼럼니스트 진중권은 검찰의 평가에 대해 “(검찰과 일부 언론이) 부정적으로 평가한 (짜깁기 또는 정보재가공이) 바로 인터넷 글쓰기의 본령이다.”라고 주장했다. 그는 “여기서 요구되는 것은 필요한 정보를 찾아내는 검색술, 정보의 바다를 서핑하는 항해술이다.”라고 말하며, 이런 능력을 디지털 리터러시라고 불렀다. 그는
인터넷에 홍수처럼 차고 넘치는 게 정보와 전망이다. 그 중 어느 것을 인용하고, 그것을 어떻게 가공하여 어떤 맥락에 배치하느냐, 그것이 바로 디지털 리터러시의 능력이다. 그게 그렇게 쉬운 일이라면, 정부 여당과 조중동은 왜 그것조차 못했을까?

라고 의문을 제기했다. 한편, 동아일보의 평가에 대해서는
(동아일보) 기자가 한탄하는 그 기법은 ‘패스티쉬’라 하여 이미 문학에서 널리 사용되는 것. 잡지에 실린 먼로의 사진을 베꼈다고 앤디 워홀의 표절을 탓하는 격이다. 인용문의 짜깁기로 이루어진 벤야민의 ‘아케이드 프로젝트’는 오늘날 고전이 되었다.

라고 반박했다.
전여옥은 다음과 같이 적었다.
… 인터넷은 가면무도회와 같습니다. 컴퓨터 앞에 누가 앉아 있는가? 우리는 모릅니다. … 100여 편의 글을 통해 그는 자신이 세상을 갖고 노는 '쾌감'뿐 아니라 '어-세상 별거 아니네'하는 생각을 했을 겁니다. …— 2009년 1월 9일 전여옥 의원 블로그 글 '미네르바와 신정아의 가면무도회'

## 체포 및 구속 과정

### 체포 이전
2008년 11월 초 기획재정부는 미네르바의 영향력을 인식하고 정부의 방침을 설명하거나 자료를 제공하는 등 소통하는 방안을 검토 중이라고 밝혔다. 국회 대정부 질문에서 외국계 증권사 보고서의 부정적 전망이 인터넷을 통해 불특정 다수에게 확산하는데 수사할 의향이 없느냐는 질문에 대하여, 법무부 장관 김경한은 범죄 구성요건에 해당하면 당연히 수사해야 한다고 답했다.

### 긴급 체포
2009년 1월 7일, 서울중앙지검 마약조직범죄수사부는 그 아래에 “허위사실 유포전담반”을 신설하고, 박대성을 전기통신기본법 제47조 1항 위반으로 긴급 체포하였다.
이때 사건 지휘는 김수남 당시 서울중앙지검 3차장과 김주선 당시 마약조직범죄수사부 부장이었으며, 이들은 박대성이 기소된 후 1주일만에 법무부 기획조정실 실장과 춘천지검 강릉지청장으로 승진한다.
공익을 해할 목적으로 전기통신설비에 의하여 공연히 허위의 통신을 한 자는 5년 이하의 징역 또는 5천만원 이하의 벌금에 처한다.— 전기통신기본법 제47조 (벌칙) 1항

아고라에는 여러 사람이 같은 필명을 사용할 수 있기 때문에, 검찰은 체포된 용의자가 미네르바라는 필명으로 작성된 글을 모두 그가 작성했는지 조사하였다. 또한, 검찰은 ‘2009년 한국 경제에 대한 전망’을 주제로 글을 쓰라고 했더니 45분 만에 A4 용지 두 장 분량으로 매우 전문적인 글을 썼다며 혼자 작성한 것으로 결론을 내렸다고 했다.

#### 문제의 미네르바 글
검찰은 2008년 7월 30일 글 〈정부, 외환예산환전업무 8월 1일부로 전면중단〉과 12월 29일 글 〈정부, 금융기관에 달러매수 중단지시〉를 허위사실유포죄 적용의 근거로 제시하였다. 아래는 문제가 된 두 글의 일부분이다.
외화 예산 환전 업무 8월1일부로 전면 중단...드디어 일이 터지는구나......... 외환 보유고 문제 없다고 말로는 떠들어 대는데....(하략)— 드디어 외환 보유고가 터지는구나 (2008-07-30)

2008년 12월 29일 오후 2시 30분 이후 주요 7대 금융 기관및 수출.입 관련 주요 기업에게 달러 매수를 금지할 것을 긴급 공문 전송. - 정부 긴급 업무 명령 1호- 중요 세부 사항은 각 회사별 자금 관리 운용팀에 문의 바람. 세부적인 스펙은 법적 문제상 공개적으로 말할 수 없음. 단 한시적인 기간 내의 정부 업무 명령인 것으로 제한 한다.— 대정부 긴급 공문 발송 - 1보 (2008-12-29)

#### 체포 경과
그는 이전에 인터넷에 올린 글에서 증권사에 근무한 적이 있고 해외체류 경험도 있다고 밝혔던 것과는 달리, 30대의 무직자로 밝혀졌으며, 경제학에 관한 지식은 독학으로 얻은 것으로 알려졌다. 나이와 직업을 속인 것에 대해 미네르바는 젊은이가 쓴 글보다는 더 사람들한테 호소력이 있을 거로 생각했다고 주장했다. 글을 쓴 동기에 대해서는 1997년 외환위기와 같은 일이 또 생기지 않도록 사회적 경각심을 불러일으키고자 했다고 한다. 미네르바는 자신이 신동아 측과 인터뷰한 적이 없어서 신동아 기고문은 조작된 것이라고 했다.
검찰은 미네르바가 증권전문 포털 사이트에 글을 올렸으나 실제 주식 투자에 손을 대지 않은 것으로 판단했다.

#### 22억 달러 소진설
검찰은 이른바 ‘22억 달러 소진설’을 주장했다. 2008년 12월 29일 오후 1시 박대성의 글이 게재된 직후, 달러매수요청이 쇄도하여 정부가 환율 방어에 22억 달러를 투입해야 했다는 것이다. 또한, 그 글이 국외로 타전되어 정부의 신인도를 떨어뜨렸다고 했다. 이에 대해 김태동 성균관대 교수등 대부분의 경제학자들은 인터넷의 글로 인해 실제의 달러매수 패턴이 변화할 가능성은 희박하다고 지적했다.

### 구속영장 발부
2009년 1월 10일 김용상 서울중앙지법 영장전담부장판사는 ‘공익을 해칠 목적으로 인터넷에 허위사실을 유포한 혐의(전기통신법 위반)’로 박씨의 구속영장을 발부하며 범죄 사실에 대한 해명이 있고, 외환 시장 및 국가신인도에 영향을 미친 사안으로서 사건의 성격 및 중대성에 비춰 구속 수사의 필요성이 인정된다고 발표하였다.
기소된 미네르바가 진짜냐 가짜냐 하는 의문도 제기되고 있다.

### 구속적부심
박찬종 전 의원을 중심으로 한, 박대성의 변호인단은 박대성의 글이 허위사실이 아니라는 것이 점차 드러나고 있다며 구속적부심을 청구했다. 변호인단은 “2008년 7월 30일 미네르바가 올린 〈외화예산 환전 업무 중단〉 글과 관련해, 실제로 정부가 환전 업무 중단을 추진한 사실이 밝혀졌다. 또한, 12월 29일 〈정부의 달러 매수 금지 긴급 조치〉 글 역시도 정부의 환율 개입은 공공연한 사실이었고, 이 글 때문에 20억 달러가 추가로 들었다는 것도 억지”라고 주장했다.
1월 15일 열린 구속적부심에서 법원은 미네르바의 구속이 적법하다고 판단하여 변호인단의 청구를 기각하였고, 이에 따라 미네르바의 구속은 계속되었다.

## 체포 관련 논란

### 허위사실유포죄논란
허위사실유포죄의 성립요건을 갖추었는지, 그리고 허위사실유포죄에 관한 법률 조항이 적절한 것인지에 대한 논란이 있었다.

#### 사실 진위 논란
민주당 이석현 의원은 정부가 달러매입을 자제하도록 요청한 것 자체는 사실이라고 밝혔다. 기획재정부의 국제금융국 등 외환 당국이 2008년 12월 26일 명동 뱅커스클럽에 7대 시중은행의 자금관리부서 간부들을 모아놓고 외환매입을 자제해 달라고 직접 요청했다고 주장했다. 이 의원은 이날의 비공개회의에 참석한 사람들에게서 직접 들었다고 한다. 이 의원의 주장이 사실이라면 기획재정부가 공문보다 훨씬 더 적극적인 방법으로 미팅을 소집해 직접 달러매입 자제를 요청한 것이다.
또 정부가 주요 기업에 달러 매수 금지 긴급공문을 전했다는 미네르바의 글이 나오기 5일 전, 외환 당국은 수출입 기업과 금융기관 등에 달러 매수를 하지 말도록 협조를 요청했다고 스스로 밝힌 바 있다. 문제의 글에 대해 기획재정부는 사실무근이라고 밝혔지만, 외환 당국이 연말에 개입한 흔적은 뚜렷하다는 것이 전문가들의 분석이다.
2009년 1월 11일, 검찰이 ‘허위 사실’로 지목한 해당 게시물의 기본적인 내용은 사실로 밝혀지고, 검찰의 체포를 부당하게 여기는 의견이 등장하고 있다.

#### 처벌 조항의 정당성 논란
민주사회를위한변호사모임은 검찰이 ‘미네르바’로 알려진 박대성에게 적용한 전기통신기본법상 허위사실유포죄는 위헌 소지가 큰 악법조항이라며 박 씨의 석방을 촉구했다. 민변은 허위사실유포죄는 특정한 피해자는 없지만, 정부 입장에서는 눈엣가시 같은 글을 일괄적으로 처벌하는 수단으로 악용될 소지가 매우 크다고 다음과 같이 지적했다.

1. 동 조항은 위헌 소지가 크다: 형사처벌조항임에도 그 내용이 극히 모호하고 수사기관과 법원의 주관적 판단에 좌우될 수밖에 없는 조항으로서, 명확성의 원칙에 반하고, 과잉금지원칙을 침해하여 표현의 자유를 침해하는 위헌적인 조항이다.
2. ‘공익을 해할 목적’은 엄격하게 해석되어야 한다: 실제로 검찰이 2008년 5월 “학생시위 - 5월 17일 전국 모든 중고등학교 학생들 단체 휴교 시위, 문자 돌려주세요.”라는 이른바 동맹휴업 문자에 대해 동 조항의 허위사실유포죄로 기소하였는데, 법원은 형벌법규에서 ‘공익을 해할 목적’은 엄격히 해석하여야 한다는 원칙에 근거하여 공익을 해할 목적을 인정하지 않고 무죄를 선고한 바 있다(서울중앙지방법원 2008. 9. 19. 선고 2008고단 4014).
3. 동 조항은 국가기관의 자의적 남용 가능성이 매우 큰 독소조항이다: 전기통신기본법상 허위사실유포죄는 특정인의 명예를 훼손하지는 않지만 ‘공익’을 해할 의도로 쓰였다고 수사기관이 판단하면 처벌할 수 있다. 실제 동 조항은 거의 적용된 적이 없었는데 2008년 촛불집회 때부터 동맹휴업 문자 등에 대해 반복적으로 적용되기 시작했던 것이다.

#### 세계 여러 나라의 사례
박경신 고려대 법대 교수는 이번 사건과 관련해 “이른바 ‘허위’로 보이는 것에 대한 가장 효과적인 대응은 처벌이 아니라 ‘허위’를 비판할 수 있는 자유의 보장임”을 주장하였다. 또한, 각국의 최고 법원들이 허위사실유포죄에 위헌 결정을 내렸다는 점도 지적했다. 1978년에는 미주인권위원회의 지적에 따라 파나마가 허위사실유포죄를 폐지하였다. 2000년 5월에는 짐바브웨 대법원도 허위사실유포죄는 그 죄를 통해 방지하려는 해악과 그 죄를 통해 침해당하는 표현의 자유 사이에 형평이 맞지 않는다며 위헌판정을 하였다. 비슷한 시기 카리브 해 동부 소국인 앤티가 바부다의 최고법원도 허위사실유포죄에 위헌 결정을 내렸다. 캐나다 역시 1992년 연방대법원이 허위보도를 형사처벌하는 자유민주주의국가는 어디에도 없다고 지적하며 허위사실유포죄에 대해 위헌판정을 하였다.

#### 100분 토론
2009년 1월 15일 MBC 《100분 토론》에서는 박대성의 구속을 둘러싼 논쟁이 벌어졌는데, 애초 출연이 확정됐던 한나라당 한선교 의원은 당내 지시에 따라 불참했다. 연세대 법대 김성수 교수는, ‘전기통신기본법 47조’의 ‘공익’이 의미하는 바는 사안에 따라 달라질 수 있기에 수준 낮은 조항이라고 비판했다. 반면, 전원책 변호사는 형법에 판례와 해석이 있고 추상적인 것은 아니라고 반박했다. 이후 김성수 교수는 구속적부심에서 구속사유로 증거인멸과 도주우려가 추가된 점을 들며, 영장 발부 때와 구속적부심 기각 때의 사유가 다르면 법원의 신뢰성이 떨어질 수 있음을 지적했다. “미네르바 구속에 대한 당신의 견해는?”이라는 홈페이지 설문조사의 결과는 ‘부당하다’ 94%(3,457명), ‘정당하다’ 5%(195명), ‘모르겠다’ 1%(36명)로 나타났다.

### 신상 관련 논란

#### 미네르바 신상 공개 논란
2009년 1월 초 박대성이 체포되자, 일부 언론들은 보도에서 박대성의 실명, 얼굴, 주민등록번호 등을 노출했다. 조선일보가 11월 9일자 1면과 5면에서 가장 먼저 실명을 썼고, 10일에는 중앙일보가, 12일에는 국민일보, 서울신문, 문화일보가 실명을 썼다. 헤럴드경제는 10일 얼굴 정면을 그대로 노출했고, YTN은 13일 실명과 주민등록번호를 내보냈다. 이러한 보도는 무죄추정원칙에 어긋난다는 지적이 있다. 그 밖에도 사건의 본질과는 거리가 있는 사생활 보도, 미네르바의 경제비평을 경제학의 관점에서 공정하게 비평하기보다는, 전문대학 졸업자가 경제를 비평할 능력이 있을 리 없다며 학력으로 사람의 능력수준을 판단하는 학벌주의에 대한 비판도 있었다.

#### 판사 신상 공개 논란
2009년 1월 11일 박대성에 대해 구속 영장을 발부한 판사의 신상 정보가, 일부 누리꾼들에 의해 인터넷에 유포되었다. 검찰 측은 신상정보 유포자의 처벌을 검토하는 것으로 알려졌다.
1월 12일 조선일보는 기사에서 신상 정보를 유포한 한 누리꾼의 필명과 아이디를 공개하였다. 1월 13일 해당 누리꾼은 자신의 생년월일, 이름, 학력, 경력 등 신상 정보를 공개하며, “인터넷에서 쉽게 검색되는 김 판사의 학력, 이력, 경력의 공개로 이렇게 시끄러워질 줄은 몰랐다. …… 나는 어떠한 ‘악플’이 달려도 문제 삼지 않으마.”라고 하며, 기사를 쓴 조선일보 기자의 신상 공개를 요구했다.

#### 금융계 7인 그룹설
2009년 1월 18일 월간지 신동아는 미네르바가 금융계 인물 7명으로 구성된 팀이라는, 이른바 ‘7인 그룹설’을 주장했다. 자신이 미네르바의 일원이라고 주장하는 K씨는, 미네르바는 7명 그룹인데 구속된 박모씨는 모르는 사람이라고 했다. 다만, 구성원 중 연락이 닿지 않는 한 사람이 그를 시켜 글을 올렸을 가능성은 있다고 했다. 이에 대해 검찰은, 신동아 보도 내용은 근거가 없으며 구속된 미네르바가 진짜 미네르바라고 확신한다고 했다. 이후 2009년 2월 17일 신동아의 모회사 동아일보사는 본지 지면 1면에 신동아의 미네르바는 가짜라며 대국민 사과문을 게재하게 된다.
금융계 7인 그룹설과 누리꾼들이 자신을 가짜로 추측한 것에 대해 박대성의 변호를 맡고 있는 박찬종 변호사 측과 SBS 《그것이 알고싶다》 측은 다음과 같은 증거를 제시했다.
- 박 씨 본인 집에 나타난 아이피와 미네르바 아이피가 동일하다.
- 박 씨가 모든 글을 지웠더라도, 다른 누리꾼이 스크랩 한 글에서 작성자의 이름을 클릭하면 아이디와 동일한 글목록이 나온다.
- 한겨레를 비롯한 네 개의 언론사가 다음 측을 통해서 보낸 취재 요청 메일이 박 씨 아이디 메일 보관함에 그대로 보관되어 있다.
- 박 씨의 집 근처에 있는 공공 도서관에서 90여 권이 넘는 경제학 관련 도서를 대여한 것으로 나타났다.
- 박 씨가 검찰에서 작성한 〈2009년 한국경제 실물경기 예측동향〉과 리먼 파산 예측글을 감정원을 통해 비교하자 손실과 감소 부호를 이중으로 붙이고, 숫자 단위인 억과 퍼센트를 반복하는 것 등의 습관이 동시에 나타났다.(...손실액의 합산 금액이 -800억 ~ - 870억...) 또한, 보통 개인이 자주 사용하지 않으며, 부적절한 표현이라고 지적되던‘여력’이라는 단어는 미네르바 글에서 70번 이상 나타났다.
- 미네르바의 모든 글을 의뢰한 결과 오류적인 표현, 예를 들어‘초 간단히 말해서’를 자주 사용하는 등의 습관을 보여, 한 사람이 쓴 글로 나타났다.
- ‘중학교 이후로 무신론자가 되었다.’와 ‘무신론자가 된 지 16년 이상이 되었다.’라는 표현에서 박 씨의 나이와 일치함을 알 수 있다.
- '공돌이' 등 자신이 공업대학교 학생이라는 표현을 자주 사용했다.

##### 공개 사과
이에 대해 신동아 측은 ‘자신이 미네르바라고 주장한 K씨가 후속 취재에서 자신은 미네르바가 아니라며 당초의 발언을 번복했다’고 밝혔다. 신동아는 발언 내용과 번복 배경을 검증하는 과정에서 K 씨가 미네르바가 아니라고 판단하고 이날 오후 늦게 발매되는 3월호에 사과문을 게재했다고 밝혔다. 오보를 하게 된 경위를 규명하기 위해 사내에 진상조사위원회(위원장 최맹호 상무이사)를 구성해 16일 조사에 착수했다고 밝혔다.

### 포털사이트 다음의 책임에 대한 논란
미디어발전국민연합은 “글 쓴 것은 미네르바지만 그 글을 메인에 띄우고 널리 알린 것은 미디어다음이다.”라며 문제의 글이 처벌받을 가능성이 큼을 충분히 알았을 텐데도 오직 클릭 수 장사를 위해 글을 집중적으로 띄우며 장사에 활용했다고 지적했다. 이어 “미네르바가 전기통신기본법을 위반했다면 미디어다음의 석종훈 사장은 이를 방조하며 돈벌이에 나선 방조범”이라며 미네르바가 구속된다면 이를 이용한 석 사장 역시 방조죄에 해당하는 법적 책임을 져야 한다고 주장했다.

### 검찰의 표적수사 및 거짓발표 논란
박대성 체포 당시에 검찰은 "2008년 12월 29일 이후 내사 및 수사에 착수했다"는 발표를 했다. 그 발표는 거짓이었고 그 이전부터 박대성을 표적수사하고 있었다는 사실이 2009년 2월 초 드러났다. 서울중앙지검은 2008년 12월 5일부터 미네르바의 신상정보를 다음으로부터 제공받아 내사를 벌이고 있음이 미네르바의 변호인인 박찬종 변호사에 의해 드러났다. 표적수사를 했다는 비판을 피하기 위해 거짓 발표를 한 것이라는 분석이 있다.

## 체포에 대한 반응

### 본인의 술회
박대성은 자신이 실제 미네르바는 맞지만, 허위사실을 유포한 적은 없으며 공익을 해칠 의도도 없었다고 밝혔다.
[성균관대학교]] 교수 김태동은 “내가 읽은 미네르바의 글은 (금융) 현장에서 일하지 않은 상태에서는 쓸 수 없는 글”이라며 체포된 미네르바와 내가 아는 미네르바는 매치가 되지 않는다고 말했다. 미네르바가 신동아와 인터뷰한 적이 없다고 밝힌 것에 대해 신동아 측은 “미네르바 기고의 배경과 경위에 대해서는 지면을 통해 밝힐 예정이며 2월호 게재도 검토 중”이라고 밝혔다.
박대성은 자신이 수감된 이후 이명박 정부 전복’을 거론하며 자살을 우회적으로 종용한 사람들이 당시 교도소로 찾아왔었다고 밝혔다. 박 씨는 “수감돼 있던 어느 날 한 20대가 면회를 신청했다. 그는 내게 다짜고짜 ‘당신이 여기서 자살하면 이명박 정권 붕괴의 시발점이 될 수 있다’며 자살을 종용했다”고 주장했다. 또 다른 청년이 찾아와 “당신이 십자가를 져달라”, “열사가 돼 달라”는 말로 내 죽음을 요구했다“고 밝혔다. 박대성은 이들이 '좌파단체 소속 청년들'이 아니겠냐며 “나는 우파도 좌파도 아무것도 아닌 그냥 한 시민일 뿐이다. 그런데 주변에서는 나를 ‘괴물’로 만들어 갔다”며 “우파에서는 나를 ‘빨갱이’라고 하고, 좌파에서는 찾아와 자살하라고 하고 당신 같으면 제 정신으로 살 수 있겠나”라고 반문했다.
1월 13일, 박대성은 자기 여동생은 외국에 나가 있어 연락되지 않고, 중앙일보에서 자신의 여동생이라고 나온 사람은 여동생이 아니라며 불쾌감을 표시했다.

### 정당 및 시민사회단체
여야는 10일 법원이 박대성에 대해 구속영장을 발부한 것을 놓고 엇갈린 반응을 보였다. 민주당, 자유선진당 등 야권은 “인터넷 민주주의에 대한 사망선고”라며 강하게 반발했지만 한나라당은 법원의 판단을 존중한다면서 표현의 자유에서 절제와 책임을 강조했다. 이에 민주당 측에서는 법률지원단을 꾸리고 미네르바에 대한 변론에 나섰으며, 1월 10일에 열린 영장 심사에 미네르바와 동행하기도 했다.
인권운동사랑방, 민주화를위한변호사모임, 함께하는시민행동 등 인권·법 관련 시민사회단체들은 잇달아 성명을 발표하고 “미네르바 탄압과 사이버 모욕죄 도입은 심각한 표현의 자유 침해”라고 문제를 제기했다.

### 누리꾼
박대성이 체포된 이후에도 아고라에서는 “체포된 사람이 미네르바가 맞는가?”, “모든 글을 그가 올린 것인가?”, “허위사실이라고 할 수 있는가?”, “공익을 해할 목적이었는가?” 등에 대한 누리꾼의 논쟁이 이어졌다. 일부 누리꾼들은 검찰에 대한 항의의 뜻으로, 필명을 ‘미네르바’로 바꾸거나, 검찰이 구속근거로 삼은 글을 다시 올리기도 했다.

### 국제 언론과 단체
파이낸셜타임스, AFP, 로이터 등 국제 언론은 이 사건에 대해 “대한민국 정부가 부정적인 의견을 내놓는 언론과 인터넷 여론을 척결하려는 과정”이라고 보도했으며, 특히 로이터는 해당 사건을 ‘국제’면이 아니라 ‘희한한 뉴스’면에 게재했다. 특히 뉴아메리카미디어는 ‘불도저’로 알려진 이명박 대통령의 통치에 대해 많은 사람은 30년 전 군사 독재 시절로 회귀하는 것으로 여기고 있다며, “북한 주민들의 자유를 증진시키기 위해 단호한 접근을 해온 대통령이 남한에서는 그 자유를 억압하려고 한다는 건 아이러니”라고 강력히 비판했다.
국경 없는 기자회에서는 박대성의 체포가 표현의 자유에 대한 심각한 침해이며 인터넷 환경에 나쁜 미래를 예고한다고 성명을 발표했다. 《포브스》는 정부의 이러한 움직임은 한국의 언론 자유를 위축시키고 인터넷상의 경제 논평가들을 침묵하게 할 것이며 미네르바 건 자체도 위헌이 될 가능성이 크다고 전망했다. 《인터내셔널헤럴드트리뷴》은 정부가 인터넷 커뮤니티를 통제하려는 시도라고 전하면서, 해당 사건을 비난하는 진중권의 글을 게재했다.
미국의 잡지 와이어드는 한국의 재정경제부의 대변인이 말한 바 "대중적으로 잘 알려진 기관에서 그런 이론이 만들어졌더라면 우리는 대응을 했을 것입니다마는 인터넷상의 네티즌이 한 예측에 대해서 정부가 입장을 밝히는 것은 적절한 것이 아닙니다"와 같이 미네르바는 이름없는 존재로 다루어질 수 있었다고 평했다.
2010년 5월, 대한민국의 표현의 자유 실태를 조사하기 위해 UN의 프랭크 라 뤼 유엔 특별보고관이 방한하였다. 라 뤼는 "인터넷 기술이 발전한 한국에서 발생한 박대성 등에 대한 검찰의 사법처리 방향은 다른 국가에도 막대한 영향을 끼친다"고 말했다.

## 재판
- 2009년 4월 13일 검찰 (서울중앙지검 마약조직범죄수사부)은 징역 1년 6개월을 구형했다.[83]
- 2009년 4월 20일 서울중앙지법 형사5단독 유영현 판사는 무죄를 선고했다.[84]

“박씨의 글 가운데 ‘외환업무 중단’과 관련된 글은 허위사실임이 인정되나, 피고인이 글을 게시할 당시 게시 글의 내용을 전적으로 허위라는 것을 인식하고 글을 올렸다고 볼만한 증거 없어 보인다”
“설령 허위가 있었다고 하더라도 피고에게 공익을 해할 목적이 있었는지 보면 외환시장 특성 등과 당시 상황을 봤을 때 공공의 이익을 해할 목적 있었다고 보기 어렵다”
“따라서 범죄의 증명이 없는 경우에 해당하므로 형사소송법에 의해 무죄”— 유영현 판사, 1심 판결문

같은 날, 기획재정부 윤증현 장관은 "우리가 고발한 적은 없으며 검찰에서 인지 수사를 했다"면서 "당시 우리도 증인으로 나갔다"고 밝혀 고발 주체에 대한 의문을 불러 일으켰다.
- 2010년 12월 28일 박대성에게 적용된 전기통신기본법 제47조 제1항 "공익을 해칠 목적으로 전기통신설비를 이용해 공공연히 허위의 통신(인터넷)을 하면 5년 이하의 징역 또는 5천만원 이하의 벌금에 처한다"라는 내용은 위헌이라는 헌법재판소의 판결이 나왔다.[87] 이 판결로 인해 해당 조항은 즉시 무효가 되었으며 같은 혐의로 입건된 모든 이들은 무혐의로 풀려나게 되었다. 결국 2011년 1월 4일 검찰은 박대성의 무죄 판결에 항소한것을 취하하며 무죄가 확정됐다.[88]

## 석방 후 행보
뉴욕타임스(NYT) 기자를 만나 "한국 사회의 광기를 목격했다. 한국에서 더 이상 살 수 없다. 이민을 가고 싶다."고 말했다. 그는 자신이 보수주의자들과 진보주의자들에게 모두 버림받고 비난의 대상으로 전락했다고 스스로의 처지를 기술했으며, 자신이 한 일을 후회하고 있고, 다시는 온라인에 글을 올리지 않을 것이라고 밝혔다.
하지만 최근 박대성은 《일간스포츠》의 칼럼니스트가 되었으며, 미네르바가 리먼 파산을 적중한 것과 관련해 힐러리 클린턴이 미네르바를 만나려 했다는 후문도 있었다.
그외 그의 대외 인터뷰로서 레베카 맥키논 홍콩 대학교 언론학 교수와의 인터뷰와, 백지연의 피플 인사이드가 있다.
2010년 9월 6일 박대성의 최근 사진이 공개되었다. 재판 당시 박대성의 변호를 맡았던 박찬종이 공개한 사진으로, 재판받던 당시 얼굴과는 확연히 다른 모습을 하여 충격을 주었다. 박대성은 재판 이후 잠을 제대로 자지 못하고, 스트레스성 소화불량으로 체중이 급격히 준 것으로 알려졌다.
2013년 11월 3일 법원이 검찰의 미네르바 수사 기소는 정당하다고 판결함으로써 박대성은 국가상대 위자료 청구 요청 소송에서 패소한다.

### 일간스포츠 칼럼
미네르바는 2009년 7월 2일부터 일간스포츠에 '미네르바 경제이야기'라는 칼럼을 기고하고 있다. 아래는 칼럼 목록이다.
1. 2009년 7월 한국 경제를 말한다 2009-07-02
2. 21세기 한국식 새마을 운동 ‘MB노믹스’ 2009-07-06

## 저서
- 미네르바 경제노트, 아띠, 2009년 7월 ISBN 9788996285502
- 미네르바의 생존 경제학, 미르북스, 2009년 11월 ISBN 9788991984318
- 2011 경제 대전망 ISBN 9788991984530

## 같이 보기
- 다음
- 2008년 대한민국의 촛불시위